# Yangqin

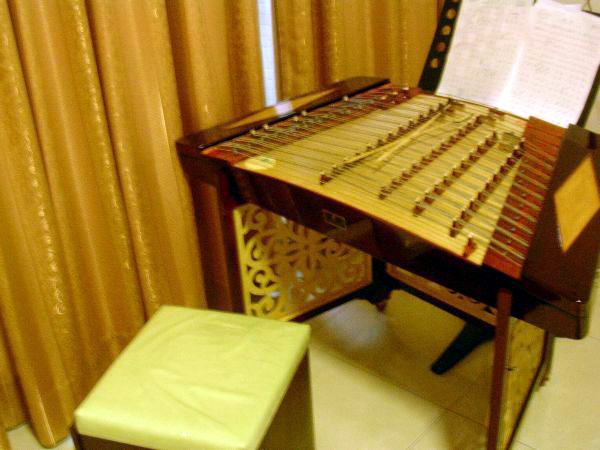
Een yangqin

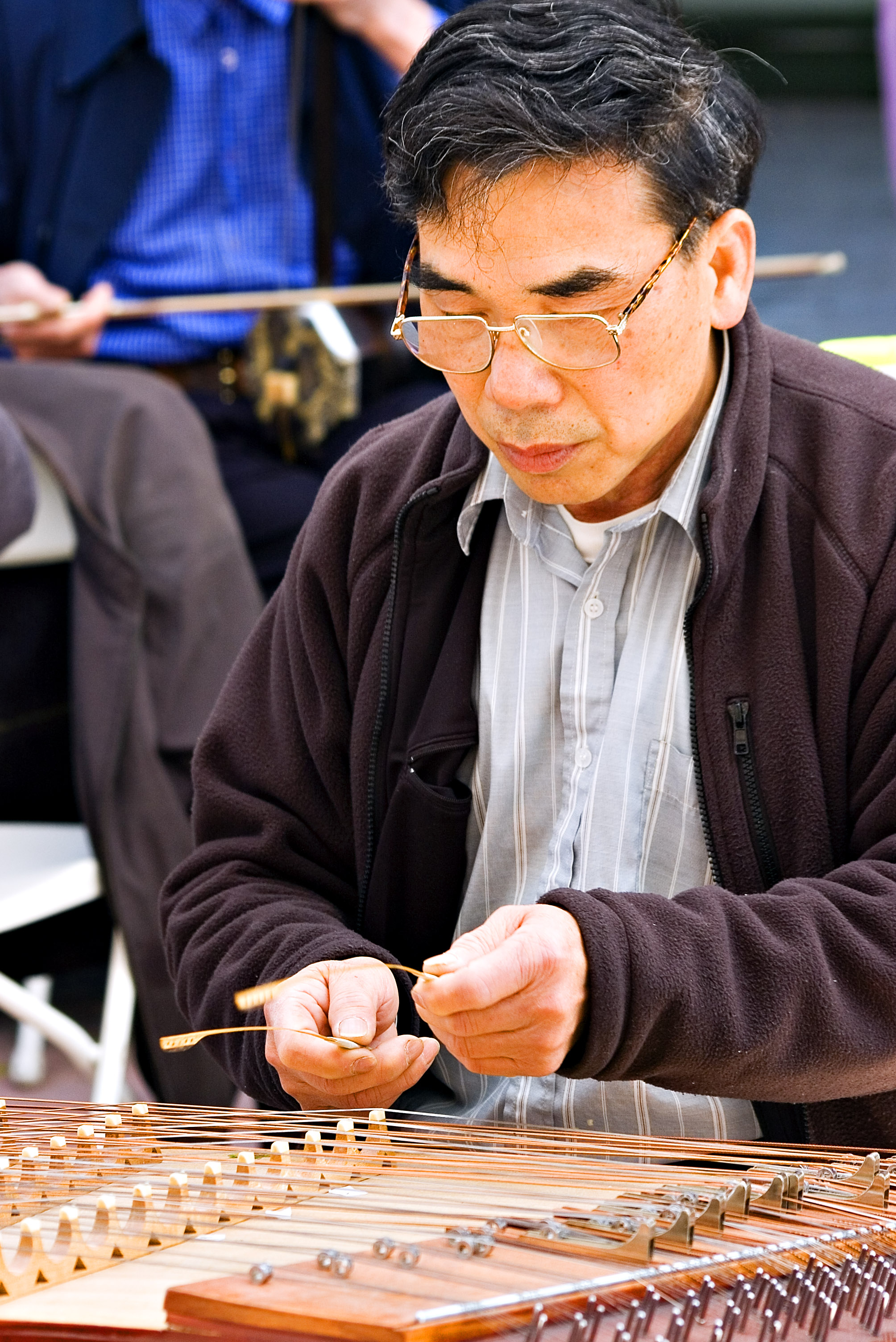
Een man bespeelt een yangqin

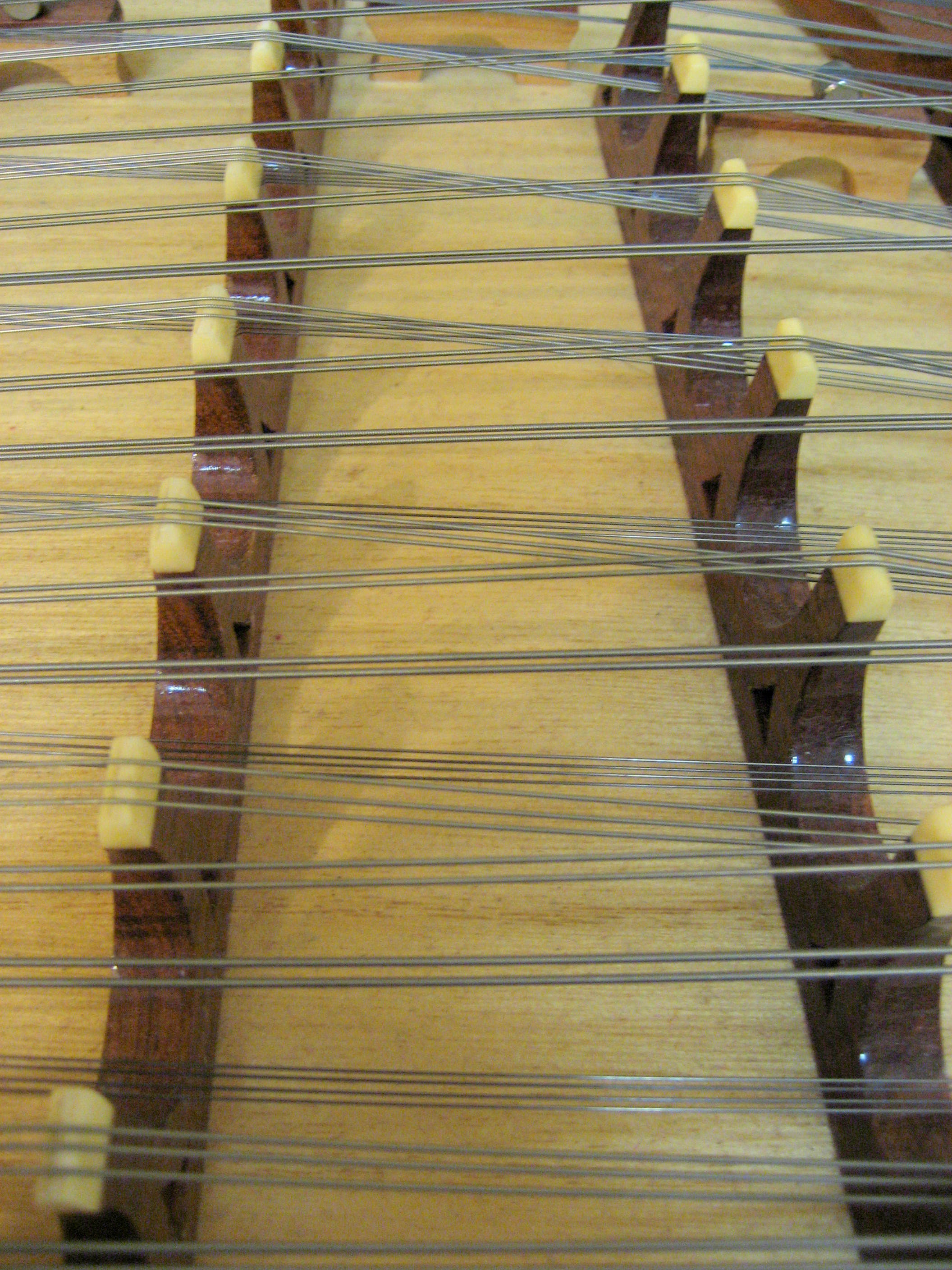
Snaren en bruggen

Een yangqin (Chinees: 扬琴; pinyin: yángqín) is een traditioneel Chinees snaarinstrument dat behoort tot de categorie van 'geslagen snaarinstrumenten'. Het instrument wordt bespeeld met twee dunne hamertjes en is een vast onderdeel van de traditionele Chinese muziek. De yangqin heeft een helder en melodieus geluid en wordt vaak gebruikt in orkesten, opera's en als solo-instrument.

## Oorsprong en geschiedenis
De yangqin werd in de 17e eeuw vanuit Perzië naar China gebracht via de zijderoute. Het instrument is gebaseerd op de santur, een Perzisch geslagen snaarinstrument. De naam yangqin betekent letterlijk "buitenlandse harp" (扬: vreemd, 琴: harp/snaarinstrument). Nadat het in China werd geïntroduceerd, werd het instrument aangepast en verfijnd om te voldoen aan de Chinese muziektradities.
Hoewel het oorspronkelijk een buitenlands instrument was, wordt de yangqin tegenwoordig beschouwd als een integraal onderdeel van de Chinese cultuur.

## Bouw en kenmerken
De yangqin heeft een trapeziumvormige houten klankkast, vaak gemaakt van esdoornhout of ander resonant hout. Over de klankkast zijn stalen of bronzen snaren gespannen, die in paren of groepen zijn gerangschikt. Deze snaren worden ondersteund door een reeks bruggen die de klank en stemming van het instrument bepalen.
De hamertjes waarmee de yangqin wordt bespeeld, zijn gemaakt van bamboe en hebben vaak een viltlaag aan één kant. Hiermee kan de speler zowel scherpe als zachte tonen produceren, afhankelijk van de muziekstijl.
De stemming van de yangqin varieert, maar het instrument heeft meestal een breed toonbereik en kan verschillende octaven beslaan. Het wordt vaak gebruikt om zowel melodieën als akkoorden te spelen.

## Bespeeltechniek
De yangqin wordt bespeeld door met de hamertjes op de snaren te slaan. Spelers gebruiken vaak beide handen om complexe melodieën en harmonieën te creëren. Door op specifieke snaren te slaan of meerdere snaren tegelijk te bespelen, kan de muzikant een breed scala aan klanken en emoties uitdrukken.
Een unieke eigenschap van de yangqin is de flexibiliteit in dynamiek. De speler kan snel wisselen tussen zachte, delicate klanken en krachtige, heldere tonen.

## Gebruik in muziek
De yangqin is een belangrijk instrument in traditionele Chinese muziek. Het wordt vaak gebruikt in combinatie met andere instrumenten, zoals de erhu (tweesnarige viool) en de dizi (bamboefluit), in zowel orkesten als kleine ensembles. Ook speelt het een prominente rol in Peking-opera en andere vormen van traditionele podiumkunsten.
Naast traditionele muziek wordt de yangqin tegenwoordig ook gebruikt in moderne muziekgenres en experimenten met westerse muziekstijlen. Het instrument heeft vergelijkbare tegenhangers in andere Aziatische landen, zoals de đàn tam thập lục in Vietnam en de yanggeum in Korea.

## Culturele betekenis
De yangqin symboliseert de culturele uitwisseling tussen Oost en West. Hoewel het instrument oorspronkelijk uit het Midden-Oosten kwam, heeft het in China een unieke identiteit ontwikkeld. Het is een voorbeeld van hoe muziekstijlen en instrumenten zich aanpassen en evolueren binnen nieuwe culturele contexten.

## Vergelijkbare instrumenten
- Santur (Perzië
- Cimbalom (Hongarije)
- Hackbrett (Duitsland)
- Đàn tam thập lục (Vietnam)
- Yanggeum (Korea)